# Monkman Creek
Der Monkman Creek ist ein 50,5 km langer linker Nebenfluss des Murray River im Peace River Regional District im Nordosten der kanadischen Provinz British Columbia. Sein Einzugsgebiet befindet sich im Monkman Provincial Park. Namensgeber des Flusses ist Alexander Monkman (1870–1941), ein Pionier und Händler, der der Volksgruppe der Métis angehörte.

## Flusslauf
Der Monkman Creek verläuft in den Hart Ranges, einem Teil der kanadischen Rocky Mountains. Er wird von mehreren Quellbächen auf einer Höhe von etwa 1450 m gebildet, die vom Monkman-Gletscher abfließen. Er fließt anfangs 6 km nach Osten. Anschließend fließt er in einem Bogen zuerst 7,5 km nach Norden, 2 km nach Osten und schließlich 4 km nach Süden. Auf diesem Abschnitt bildet der Monkman Creek zahlreiche enge Flussschlingen. Ab Flusskilometer 31 fließt der Monkman Creek in Richtung Nordnordost. Bei Flusskilometer 20 mündet er in das Südwestufer des Monkman Lake. Nach etwa 3,5 Kilometern verlässt der Monkman Creek den See an dessen Nordostufer. Auf den folgenden 3 Kilometern befinden sich die Wasserfälle Chambers Falls (⊙), McGinnis Falls (⊙), Monkman Falls (⊙), Brooks Falls (⊙) und Moore Falls (⊙) am Flusslauf. Im Anschluss wendet sich der Monkman Creek 8,5 km in Richtung Nordnordwest, bevor er auf seinen letzten 2 Kilometern nach Nordosten fließt und schließlich in den Murray River mündet.
Das etwa 250 km² große Einzugsgebiet des Monkman Creek liegt an der nordamerikanischen kontinentalen Wasserscheide. Es grenzt im Süden und im Südwesten an das des Fontoniko Creek, eines Zuflusses des Fraser River, im Westen an das des Parsnip River, im Norden an das des Imperial Creek sowie im Osten an das des oberstrom gelegenen Murray River.